# 3 000 meter hinder för herrar i friidrott vid olympiska sommarspelen 1992
3 000 meter hinder för herrar vid olympiska sommarspelen 1992 i Barcelona avgjordes 3-7 augusti. 

## Medaljörer
| Gren               | Guld                  | Guld    | Silver               | Silver  | Brons                  | Brons   |
| 3 000 meter hinder | Matthew Birir · Kenya | 8.08,84 | Patrick Sang · Kenya | 8.09,55 | William Mutwol · Kenya | 8.10,74 |

## Resultat
- Q innebär avancemang utifrån placering i heatet.
- q innebär avancemang utifrån total placering.
- DNS innebär att personen inte startade.
- DNF innebär att personen inte fullföljde.
- DQ innebär diskvalificering.
- NR innebär nationellt rekord.
- OR innebär olympiskt rekord.
- WR innebär världsrekord.
- WJR innebär världsrekord för juniorer
- AR innebär världsdelsrekord (area record)
- PB innebär personligt rekord.
- SB innebär säsongsbästa.

### Final
- Hölls 7 augusti 1992

| Placering | Final                          | Tid     |
| --------- | ------------------------------ | ------- |
|           | Matthew Birir (KEN)            | 8.08,84 |
|           | Patrick Sang (KEN)             | 8.09,55 |
|           | William Mutwol (KEN)           | 8.10,74 |
| 4.        | Alessandro Lambruschini (ITA)  | 8.15,52 |
| 5.        | Steffen Brand (GER)            | 8.16,60 |
| 6.        | Tom Hanlon (GBR)               | 8.18,14 |
| 7.        | Brian Diemer (USA)             | 8.18,77 |
| 8.        | Azzedine Brahmi (ALG)          | 8.20,71 |
| 9.        | William van Dijck (BEL)        | 8.22,51 |
| 10.       | Elarbi Khattabi (MAR)          | 8.23,82 |
| 11.       | Clodoaldo Lopes do Carmo (BRA) | 8.25,92 |
| 12.       | Ricardo Vera (URU)             | 8.26,35 |

### Semifinaler
| Placering | Heat 1                  | Tid     |
| --------- | ----------------------- | ------- |
| 1.        | Matthew Birir (KEN)     | 8.25,55 |
| 2.        | Steffen Brand (GER)     | 8.26,12 |
| 3.        | Patrick Sang (KEN)      | 8.26,46 |
| 4.        | William van Dijck (BEL) | 8:26.70 |
| 5.        | Tom Hanlon (GBR)        | 8:26.91 |
| 6.        | Ricardo Vera (URU)      | 8:27.46 |
| 7.        | Mark Croghan (USA)      | 8:30.15 |
| 8.        | Tom Buckner (GBR)       | 8:32.89 |
| 9.        | Ville Hautala (FIN)     | 8:33.69 |
| 10.       | João Junqueira (POR)    | 8:39.17 |
| 11.       | Daniel Lopez (USA)      | 8:41.28 |
| 12.       | Joseph Mahmoud (FRA)    | 8:52.00 |

| Placering | Heat 2                         | Tid     |
| --------- | ------------------------------ | ------- |
| 1.        | William Mutwol (KEN)           | 8.19,83 |
| 2.        | Clodoaldo Lopes do Carmo (BRA) | 8.20,46 |
| 3.        | Brian Diemer (USA)             | 8.23,30 |
| 4.        | Alessandro Lambruschini (ITA)  | 8:23.56 |
| 5.        | Azzedine Brahmi (ALG)          | 8:25.85 |
| 6.        | Elarbi Khattabi (MAR)          | 8:27.00 |
| 7.        | Vladimir Golias (EUN)          | 8:30.26 |
| 8.        | Colin Walker (GBR)             | 8:34.82 |
| 9.        | Mohammed Al-Dossary (KSA)      | 8:36.38 |
| 10.       | Whaddon Niewoudt (RSA)         | 8:37.99 |
| 11.       | Hagen Melzer (GER)             | 8:38.07 |
| 12.       | Thierry Brusseau (FRA)         | 8:42.48 |

### Försöksheat
| Placering | Heat 1                       | Tid     |
| --------- | ---------------------------- | ------- |
| 1.        | William Mutwol (KEN)         | 8.26,23 |
| 2.        | Brian Diemer (USA)           | 8.28,88 |
| 3.        | Colin Walker (GBR)           | 8.29,34 |
| 4.        | Steffen Brand (GER)          | 8:30.03 |
| 5.        | Vladimir Golias (EUN)        | 8:32.49 |
| 6.        | Thierry Brusseau (FRA)       | 8:33.10 |
| 7.        | Ville Hautala (FIN)          | 8:34.10 |
| 8.        | Michael Buchleitner (AUT)    | 8:40.46 |
| 9.        | Graeme Fell (CAN)            | 8:50.87 |
| 10.       | Prakash Davendra Singh (FIJ) | 9:07.49 |
| —         | Abdelaziz Sahere (MAR)       | DNS     |

| Placering | Heat 2                         | Tid     |
| --------- | ------------------------------ | ------- |
| 1.        | Matthew Birir (KEN)            | 8.23,22 |
| 2.        | Clodoaldo Lopes do Carmo (BRA) | 8.26,31 |
| 3.        | William van Dijck (BEL)        | 8.27,23 |
| 4.        | Azzedine Brahmi (ALG)          | 8:28.01 |
| 5.        | Tom Buckner (GBR)              | 8:28.36 |
| 6.        | Elarbi Khattabi (MAR)          | 8:28.50 |
| 7.        | Daniel Lopez (USA)             | 8:29.01 |
| 8.        | Hagen Melzer (GER)             | 8:31.89 |
| 9.        | Mohammed Al-Dossary (KSA)      | 8:36.73 |
| 10.       | Ivan Konovalov (EUN)           | 8:58.04 |
| 11.       | Hector Begeo (PHI)             | 9:14.48 |

| Placering | Heat 3                        | Tid     |
| --------- | ----------------------------- | ------- |
| 1.        | Patrick Sang (KEN)            | 8.27,01 |
| 2.        | Tom Hanlon (GBR)              | 8.27,46 |
| 3.        | Ricardo Vera (URU)            | 8.27,71 |
| 4.        | Mark Croghan (USA)            | 8:28.15 |
| 5.        | Alessandro Lambruschini (ITA) | 8:29.64 |
| 6.        | Joseph Mahmoud (FRA)          | 8:30.54 |
| 7.        | Whaddon Niewoudt (RSA)        | 8:30.61 |
| 8.        | João Junqueira (POR)          | 8:32.68 |
| 9.        | Hamid Sajjadi (IRI)           | 8:36.87 |
| 10.       | Marcelo Cascabelo (ARG)       | 8:38.89 |
| 11.       | Jamal Abdi Hassan (QAT)       | 8:54.98 |